# Juan Gómez Bravo
Juan Gómez Bravo (Cabeza del Buey, 19 de noviembre de 1677 - Córdoba, 26 de marzo de 1744) fue un eclesiástico e historiador español. 

## Biografía

### Vida
Estudiante del Colegio de Santo Tomás de los dominicos de Sevilla, a los veinte años de edad marchó a la Universidad de Salamanca, en la que fue becario del Colegio mayor de Cuenca.  En 1703 se doctoró en Teología por la Universidad de Ávila.
Encaminado a la carrera eclesiástica, dos años después ganó la oposición a canónigo lectoral de la catedral de Badajoz y en 1714 la de magistral de la catedral de Córdoba, ciudad donde se asentó definitivamente.  Como tal desempeñó diversos cargos, entre ellos diputado del Seminario Mayor de San Pelagio y del hospital de niños expósitos, obrero mayor y provisor general durante la sede vacante que siguió a la muerte del obispo Pedro Salazar.

### Obra
Paralelamente a su actividad eclesiástica se dedicó a la investigación histórica.  Tomando como fuente principal la documentación del archivo catedralicio, compuso dos volúmenes titulados Catálogo de los obispos de Córdoba y breve noticia histórica de su Iglesia Catedral y Obispado. El primero de ellos fue publicado en 1739, pero con "mucho disgusto suyo salió muy mal impreso, poco correcto, y en papel obscuro y vasto"; el segundo quedó manuscrito en la fecha de su muerte.   Posteriormente el canónigo Pedro Cabrera se encargó en 1778 de la reimpresion del primero y la publicación del segundo, al final del cual añadió la Disertación histórica en que se trata de la imagen milagrosa de Nuestra Señora de la Fuensanta y reliquias de los Santos Mártires, que están en la iglesia parroquial de San Pedro,

### Publicaciones
1. ↑  Catálogo de los obispos de Córdoba (Córdoba, 1739).
2. ↑  Catálogo de los obispos de Córdoba, vol. I y vol. II (Córdoba, 1778).